# والتر المفلس
والتر سانس أفوير (بالفرنسية '''Fr. Gautier Sans-Avoir'''; توفي عام 1096) معروف ايضاً عن طريق الخطاْ بالمفلس. كان ملازم لبطرس الناسك في قيادة حملة الفقراء الصليبية في بدايات الحملة الصليبية الأولى. سافر والتر بشكل منفصل عن بطرس الناسك قبل أن يتم تشكيل الجيش الرئيسي الذي سيشارك في الحملة الصليبية الأولى المكون من الفرسان وأتباعهم، قاد والتر مجموعته المكونه من الفقراء خلال الإمبراطورية الرومانية المقدسة، مملكة المجر، صربيا و مقاطعة بلغاريا التابعة للإمبراطورية البيزنطية. أثناء عبورهم ألمانيا والمجر بشكل هادئ، نهب أتباع والتر منطقة بلغراد. نتيجة لذلك الحدث قامت الحراسات البيزنطية بمراقبة أثناء عبورهم للقسطنطينية.
في القسطنطينية، انضمت قوات كلاً من بطرس الناسك و والتر حيث قدم لهم ألكسيوس الأول كومنينوس سفناً تنقلهم عبر مضيق البسفور. على الرغم من توسلات بيتر المتكرره للمقاتلين بكبح جماح أنفسهم والانتظار إلى حين صدور المزيد من التعليمات، التحم الصليبيين مع جيش الأتراك دفعة واحده حيث تم هزيمتهم هزيمة نكراء. كان بيتر قد عاد إلى القسطنطينية، إما ليطلب المدد أو هربا من الموت. هاجم زعيم السلاجقة الأتراك قلج أرسلان الأول والتر واتباعه حيث قتل والتر في تلك المعركة و قيل انه اصيب بسبعة أسهم وذلك في 21 أكتوبر 1096.